# Sekvens (liturgi)
En sekvens eller sequentia är en form av katolsk liturgisk hymn. Den återfinns i mässans liturgi, där den är knuten till vissa liturgiska festers mässproprium, mässans rörliga texter. När den förekommer, föregår sekvensen evangelieläsningen.
Under medeltiden blev sekvenserna allt fler. Påven Pius V valde att i den tridentinska utgåvan av Missale romanum 1570 endast behålla de fem äldsta av dem :
- Victimae paschali laudes vid påsk;
- Veni Sancte Spiritus vid pingst;
- Lauda Sion vid Corpus Christi;
- Stabat mater den 15 september, Marie smärtors fest (sedan 1727);
- Dies Irae vid rekviemmässor.